# Schoenorchis secundiflora
Schoenorchis secundiflora är en orkidéart som först beskrevs av Henry Nicholas Ridley, och fick sitt nu gällande namn av Johannes Jacobus Smith. Schoenorchis secundiflora ingår i släktet Schoenorchis och familjen orkidéer. Inga underarter finns listade i Catalogue of Life.